# Radrunde Oberfranken

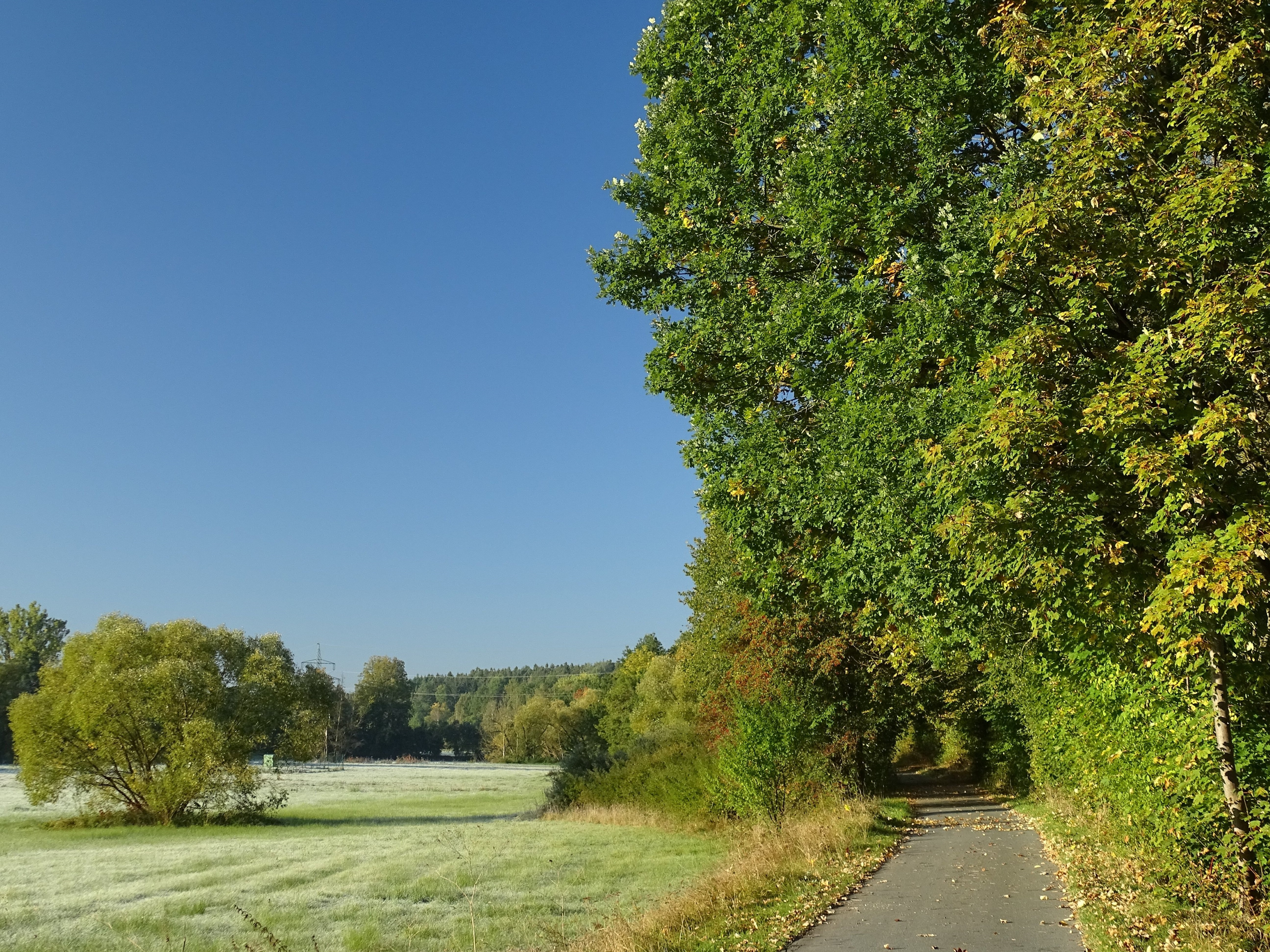
Ein Radwegabschnitt südlich des Bayreuther Stadtteils Meyernberg

Die Radrunde Oberfranken ist ein 552 Kilometer langer Radwanderweg, der als Rundtour durch den bayerischen Regierungsbezirk Oberfranken führt.

## Geschichte
Die offizielle Eröffnung des zwischen dem Main-Radweg im Westen und dem Saale-Radweg im Osten verlaufenden Radwanderweges fand im August 2017 statt.

## Verlauf
Der Radwanderweg ist durchgehend mit einem eigenen Symbol markiert und verläuft durch den Itzgrund, das Coburger Land, den Frankenwald, das Fichtelgebirge, die Fränkische Schweiz und den nördlichen Teil des Aischgrundes.
Die Radrunde ist nicht in Tagesetappen untergliedert, sondern besteht aus den folgenden vier logischen Abschnitten:
- Bamberg – Coburg (57 km)
- Coburg – Hof (174,5 km)
- Hof – Bayreuth (126 km)
- Bayreuth – Bamberg (194,5 km)

## Öffentliche Verkehrsmittel
In den nordöstlichen Teilabschnitten verläuft der Radwanderweg innerhalb des Liniennetzes des sogenannten EgroNet. In diesem Gebiet gibt es das EgroNet-Ticket, ein spezielles Nahverkehrsticket, das bereits die Mitnahme eines Fahrrades einschließt und das auf fast allen Eisenbahn- und Busstrecken der Region anerkannt wird. Das sich über ganz Oberfranken erstreckende Verbundgebiet des VGN umfasst die gesamte Radrunde.